# Norbert Wojnarowski
Norbert Wojnarowski (* 12. November 1976 in Dobre Miasto) ist ein polnischer Politiker der Platforma Obywatelska (Bürgerplattform).
Norbert Wojnarowski studierte an der Wirtschaftshochschule in Poznań (Akademia Ekonomiczna w Poznaniu), die er mit einem Diplom abschloss. Von derselben Hochschule erhielt er weiterhin ein Lizenziat. 2006 wurde er Mitglied im Rat des Sejmik der Wojewodschaft Niederschlesien. Bei den Parlamentswahlen in Polen 2007 trat er im Wahlkreis 1 Legnica an und konnte mit 15.439 Stimmen ein Mandat für den Sejm erringen. Er ist im Sejm in der Kommission für Staatsvermögen (Komisja Skarbu Państwa) tätig. Die polnische Tageszeitung Dziennik stellte fest, dass einen Monat, nachdem Norbert Wojnarowski seine Arbeit in der Kommission für Staatsvermögen aufgenommen hatte, seine Frau Arbeit in dem Unternehmen Ecoren, das mehrheitlich staatskontrolliert ist, erhielt. Seine Frau hatte die Arbeit ohne öffentliche Ausschreibung erhalten. Wojnarowski erklärte aber, dass er als Abgeordneter keinen Einfluss darauf genommen habe.